# L’Apocalypse des animaux
L’Apocalypse des animaux — саундтрек греческого композитора Вангелиса, написанный для серии документальных фильмов французского режиссёра Фредерика Россифа «Апокалипсис животных».

## Об альбоме
Вангелис записал музыку для альбома еще находясь в составе группы Aphrodite’s Child, это одна из самых ранних его работ. Также это первое сотрудничество Вангелиса с режиссёром Россифом в качестве композитора для его документальных фильмов.
Хотя сам альбом был выпущен в 1973 году, музыка была записана в 1970 году. В противоположность тому, как он позднее станет писать саундтреки – сначала осматривая снятый материал, и только затем писать музыку – в этом случае он просто записал набор мелодий (основанных на теме дикой природы) и отдал его редакторам фильма для компоновки по их усмотрению. Тем не менее, документальный фильм содержит намного больше музыки, чем доступно на альбоме.

## Список композиций
| №  | Название                             | Длительность |
| -- | ------------------------------------ | ------------ |
| 1. | «Apocalypse des animaux – Générique» | 1:26         |
| 2. | «La Petite Fille de la mer»          | 5:54         |
| 3. | «Le Singe bleu»                      | 7:39         |
| 4. | «La Mort du loup»                    | 3:03         |
| 5. | «L'Ours musicien»                    | 1:03         |

| №  | Название             | Длительность |
| -- | -------------------- | ------------ |
| 6. | «Création du monde»  | 10:03        |
| 7. | «La Mer recommencée» | 5:56         |